# Едгар (опера)
„Едгар“ е втората опера на Джакомо Пучини. Либретото е на Фердинандо Фонтана по пиеса в стихове „La Coupe et les lèvres“ на Алфред дьо Мюсе. Премиерата на първоначално четириактовата опера е на 21 април 1889 г. в Ла Скала. Тя не се приема добре и Пучини на няколко пъти внася промени в нейната структура и партитура. Първата редактирана версия се представя през септември на 1891 г. в Театро дел Джилио в Лука и има голям успех. При следващата промяна Пучини съкращава операта до три акта. В този си вид тя има премиера на 28 февруари 1892 г., в Театро Комунале в град Ферара. Окончателният вариант на „Едгар“ се изнася на 8 юли 1905 г. в Буенос Айрес, на фестивала, посветен на Пучини, но има хладен прием.

## История
Успехът на първата опера на Пучини, „Вилите“, осигурява на младия композитор трайно сътрудничество с влиятелния музикален издател Джулио Рикорди. На Пучини се предоставя ежемесечна издръжка и се поръчва втора опера, „Едгар“. Либретото за нея се подготвя от либретиста на „Вилите“, Фердинандо Фонтана. Като литературна основа той използва пиесата в стихове „La Coupe et les lèvres“ („Чаша и устни“) на френския писател Алфред дьо Мюсе.
Пучини започва работата над „Едгар“ през 1884 г. Композирането върви бавно и продължава четири години. През това време започва връзката на Пучини с неговата бъдеща съпруга Елвира Бонтури и се ражда техният син Антонио.
Първоначалната версия на „Едгар“ е с четири действия. Премиерата се изнася на 21 април 1889 г. на сцената на Ла Скала в Милано. Операта се посреща относително хладно и след първото представление има още само две. Рикорди, който разчита на възобновяването на постановката, насърчава Пучини да внесе поправки в партитурата. Но новата редакция на операта се представя едва през септември на 1891 г. Постановката се изнася на сцената на Театро дел Джилио (Teatro del Giglio) в родния град на Пучини, Лука, и има голям успех. Въпреки това, представлението затвърждава желанието на Пучини операта да има триактна структура. Той преработва партитурата, като се отказва от четвъртото действие и съществено съкращава второто. В този си вид операта има премиера на 28 февруари 1892 г. в Театро Комунале (Teatro Comunale) във Ферара, следват постановките в Торино, Мадрид и Бреша.
През 1901 г. Рикорди изпраща на Пучини оригиналната партитура на четвъртото действие с искане то отново да се включи, а второто действие да е в съкратен вид. Пучини, обаче, зает с композирането на „Манон Леско“ прави тези промени едва през 1905 г. за посветения на него фестивал в Буенос Айрес. Постановката се изнася в оперния театър на града (Teatro de la Opera), но няма голям успех.
Самият Пучини остава недоволен от своята първа пълноформатна операта. Убеден, че в основата на несполуката е либретото на „Едгар“, той в крайна сметка се отказва от опитите да я подобри. Поради няколкократното преработване на партитурата обстоятелствата се стичат така, че оригиналът на операта се съхранява на части при Рикорди и Пучини – при издателя остават ръкописите на първото и третото действие, а при композитора на второто и четвъртото. През 2007 г. внучката на Пучини, Симонета (Simonetta Puccini), открива смятаните за изгубени ръкописи. През 2008 г., на сцената на Театро Реджио в Торино, операта „Едгар“ се представя по събраната в цялостен вид партитура от 1889 г. Постановката след повече от един век потвърждава правотата на Пучини – стиховете на Фонтана не предизвикват емоционален отклик на публиката.

### Действащи лица
- Едгар – тенор
- Фиделия – сопрано
- Тиграна, циганка – сопрано/мецосопрано
- Франк, брат на Фиделия – баритон
- Гуалтиеро, баща на Фиделия и Франк – бас

### Четирииактна версия

#### Първо действие
Село във Фландрия, зазорява се. Младата девойка Фиделия радостно посреща изгряването на слънцето. Тя е влюбена в Едгар, той също я обича. Появява се Тиграна, тя съблазнява Едгар и той не може да устои на нейното очарование.
Селяните вървят към църквата, Тиграна им се присмива и пее богохулна песен по време на литургията. Ядосаните селяни са готови да се разправят с Тиграна, тя бяга към дома на Едгар и търси неговата помощ. Той спира тълпата и в гнева си проклина селото и запалва своята къща. Намесва се Франк, който отдавна е влюбен в Тиграна. Двамата млади мъже се спречкват, Едгар ранява Франк и напуска с Тиграна селото.

#### Второ действие
Едгар, станал богат и знатен, живее с Тиграна в замък. Празният начин на живот, който водят, обаче, вече не носи радост на Едгар, спомените за родния дом и за Фиделия запълват мислите му. Решението му да промени живота си съвпада с появата на войници, отиващи на бойно поле. Те са водени от Франк, брата на Фиделия. Франк и Едгар се помиряват, Едгар решава да се присъедини към войниците. Тиграна не успява да го разубеди.

#### Трето действие
Фламандската армия печели битката, но дава и много жертви. В селото върви подготовката за тържествено погребение на Едгар. Сред хората се появява забулен монах, който напомня за недостойното поведение на Едгар в миналото. Франк се опитва да го спре, но хората слушат монаха и повлияни от неговите думи проклинат Едгар. Само Фиделия се намесва в защита на паметта на своя любим. След това тя напуска сцената.
Появява се Тиграна, оплакваща смъртта на своя любовник. Монахът се приближава към нея, предлага ѝ злато и скъпоценности, ако тя потвърди, че Едгар е искал да предаде страната си. Тиграна се съгласява. Повярвали на клеветата войниците се опитват да осквернят тялото в гроба, но се оказва, че там има само броня. Монахът сваля качулката и всички виждат, че това е Едгар. Той проклина Тиграна за нейната алчност, тя се опитва да потърси помощ от войниците и след това бяга.

#### Четвърто действие
Разсъмва се. След безсънна нощ Фиделия решава да сложи край на своя живот. Тя излиза на балкона и вижда Едгар заедно с Франк. Едгар обяснява на Фиделия, защо е трябвало да инсценира собствената си смърт. Той обещава, че никога вече няма да я остави и те ще се оженят още същия ден.
Едгар оставя Фиделия да се подготви за сватбената церемония. Влиза Тиграна и удря Фиделия с нож в гърдите. Едгар се връща, Фиделия умира в ръцете му. Селяните и Франк залавят Тиграна и я отвеждат до скелето, за да я обезглавят.

### Триактна версия
Разликата в съдържанието между четири- и триактната постановка не е голяма. В последното – третото – действие Фиделия не напуска сцената. Когато се разкрива, че забуленият монах е Едгар, тя тича към него да го прегърне. Тиграна я изпреварва, удря с нож и убива.

## Музика
„Едгар“, без да притежава достойнствата на оперите от зрелия период на Пучини, съдържа музикални фрагменти и номера, разкриващи таланта на композитора.

### Арии
- Тиграна, първо действие – Tu il cuor mi strazi
- Фиделия, първо действие – O fior del giorno
- Франк, първо действие – Questo amor vergogna mia
- Фиделия, първо действие – Gia il mandorlo vicini
- Едгар, второ действие – O soave vision
- Едгар, второ действие – Orgia, chimera dall'occhio vitreo
- Фиделия, трето действие – Nel villaggio d'Edgar
- Едгар, трето действие – O lebbra sozzura del mondo
- Фиделия, трето действие – Addio addio mio dolce amor
- Едгар, трето действие – Bella signora il pianto sciupo gli

### Инструментация
Оркестърът се състои от следните инструменти:
- Дървени духови: три флейти, два обоя, два кларинета, два фагота
- Медни духови: четири валдхорни, три тромпета, три тромбона, Б-туба
- Ударни: голям барабан, чинели, триангел, там-там, теноров барабан
- Глокеншпил
- Орган
- Арфа
- Лъкови струнни инструменти

На сцената свирят: осем тромпета, четири барабана, камбана и лютня